# Val Bettin
Val Bettin (né le 8 juillet 1923 à La Crosse, dans le Wisconsin, et mort le 7 janvier 2021 à Ventura en Californie) est un acteur américain de cinéma et de télévision.

## Filmographie

### Cinéma
- 1980 : Quelque part dans le temps : le réalisateur
- 1983 : The Man Who Wasn't There : Monocle
- 1986 : Basil, détective privé : Dawson et le gardien des voyous
- 1994 : Le Retour de Jafar : le sultan
- 1995 : The Greatest Treasure : le sultan
- 1996 : Magic and Mystery : le sultan
- 1996 : True Hearts : le sultan
- 1996 : Aladdin et le Roi des voleurs : le sultan
- 1999 : Jasmine's Wish : le sultan
- 1996 : Entertaining Angels: The Dorothy Day Story : M. Breen
- 2001 : Shrek : l'évêque

### Télévision
- 1980 : Des jours et des vies : Clyde Franklin (3 épisodes)
- 1981 : ABC Afterschool Special (1 épisode)
- 1982 : Mork and Mindy : voix additionnelles (1 épisode)
- 1983 : The Young Landlords : M. Bender
- 1987 : Le Monde merveilleux de Disney : Dr Allworth (1 épisode)
- 1992 : Great Scott! : le pythagoricien (1 épisode)
- 1994-1995 : Aladdin : le sultan et Hamed (42 épisodes)
- 1995 : American Masters : John Latrobe (1 épisode)
- 1996 : Mighty Ducks : Sarks (1 épisode)
- 1996 : Gargoyles, les anges de la nuit : Egon Pax (1 épisode)
- 1997 : Pepper Ann : Sanford I. Paper (1 épisode)
- 1998 : Hercule : Roi Tivius (1 épisode)
- 2005 : W.I.T.C.H. : Herbert Olsen (1 épisode)

### Jeu vidéo
- 1997 : Zork: Grand Inquisitor : Sneffle et la torche vascillante
- 1999 : Tarzan Activity Center : Professeur Porter
- 1999 : Tarzan : Professeur Porter
- 2000 : Aladdin : La Revanche de Nasira : le sultan